# Beloved Jim
Beloved Jim er en amerikansk stumfilm fra 1917 af Stuart Paton.

## Medvirkende
- Harry Carter som Jim Brockton.
- Priscilla Dean som Mary.
- J. Morris Foster som Donald.
- Charles Hill Mailes som Robert McGregor.
- Frank Deshon som Fritz Hahn.